# Forcipomyia akizukii
Forcipomyia akizukii är en tvåvingeart som beskrevs av Tokunaga 1940. Forcipomyia akizukii ingår i släktet Forcipomyia och familjen svidknott. Inga underarter finns listade i Catalogue of Life.